# Galbuli
Galbuli — підряд птахів ряду дятлоподібних. Включає дві родини з 54 видами.

## Поширення
Це тропічні птахи, що гніздяться від Південної Америки до Мексики.

## Родини
- Лінивкові (Bucconidae) — 36 видів
- Якамарові (Galbulidae) — 18 видів